# Friedrich Adolph von Lehmann
Friedrich Adolph Lehmann, ab 1792 von Lehmann (* 24. Juni 1768 in Meißen; † 11. Januar 1841 in Gutenberg bei Halle) war ein deutscher Klaviervirtuose und Komponist sowie sächsischer Legationsrat am anhaltinischen Fürstenhof in Dessau.

## Leben
Friedrich Adolph war ein Sohn des kurfürstlich-sächsischen Generalakziseobereinnehmer in Meißen Christian Gotthard Lehmann. Er trat zunächst in sächsische Militärdienste und erfuhr am 1. Juni 1792 in Dresden als Fähnrich im Infanterieregiment „v. Boblick“ durch Kurfürst Friedrich August III. von Sachsen in dessen Funktion als Reichsvikar die Erhebung in den Reichsadelsstand. Er avancierte 1794 zum Sousleutnant und 1796 zum Grenadieroffizier. 1798 hat er seinen Abschied erhalten.
Lehmann galt seiner Zeit als Liebling des sächsischen Hochadels, war Klaviervirtuose und Komponist. Unter anderem vertonte er Friedrich von Schillers „Des Mädchens Klage“. Auch korrespondierte er mit Joseph Haydn, Muzio Clementi oder Ludwig van Beethoven. Er avancierte dann wenigstens noch in den Rang eines Leutnants, bevor er in Dessau Legationsrat wurde. Er verstarb auch als Legationsrat a. D. auf seinem Erbgut Gutenberg.
Lehmann vermählte sich 1801 mit Auguste Goldhagen (1782–1866) und hatte mit ihr je zwei Töchter und Söhne.

### Wappen
In Blau ein silberner Löwe. Auf dem gekrönten Helm mit blau-silbernen Decken vier durch vier blaue Schrägringe zu einem Doppelkreuz verbundene silberne Turnierlanzen, die obere die Spitze linkskehrend.